# جيمس ستيوارت (مجدف)
جيمس ستيوارت (بالإنجليزية: James Stewart)‏ هو مجدف أسترالي، ولد في 15 ديسمبر 1973 في سيدني في أستراليا.

## وصلات خارجية
- جيمس ستيوارت على موقع الاتحاد الدولي للتجديف (الإنجليزية)
- جيمس ستيوارت على موقع اللجنة الأولمبية الدولية (الإنجليزية)
- جيمس ستيوارت على موقع أوليمبيديا (الإنجليزية)